# СПР-2 «Ртуть-Б»
СПР-2 «Ртуть-Б» (Індекс ГРАУ — 1Л29) — радянська станція перешкод радіопідривникам боєприпасів. Спочатку розроблялася на базі бронетранспортера БТР-70 у ВНДІ «Градиент», проте в ході дослідно-конструкторських робіт «Ртуть-Б» станцію було переведено на бронетранспортер БТР-80. У такій комплектації станція була прийнята на озброєння в 1985 році з присвоєнням індексу СПР-2 «Ртуть-Б». Вироблялася на ФДУП «Брянський електромеханічний завод».

## Конструкція
Машина 1Л29 є засобом радіоелектронної боротьби та призначена для зниження впливу вражаючих елементів артилерійських снарядів на дружні війська та бронетехніку шляхом впливу на режим роботи радіопідривника. СПР-2 здатна здійснити підрив снаряда на безпечній висоті або перевести режим роботи радіопідривника в контактний. Основним місцем використання є війська першого ешелону, командні пункти, місця скупчення військ та пускові установки. Також «Ртуть-Б» може застосовуватись для прикриття рухомих об'єктів у місцях переправ.
Зміна роботи радіопідривника снаряда досягається внаслідок застосування спеціального приймача, який визначає несучу частоту підривача і відтворює необхідні для підриву боєприпасу сигнали. Час визначення частоти становить кілька мікросекунд, а формування сигналу-відповіді — до декількох мілісекунд, при цьому формується квазібезперервна перешкода, при цьому вплив здійснюється навіть на підривники, що мають спеціальні канали захисту від радіоперешкод. Імовірність успішного впливу становить щонайменше 80 %.
Робота станції 1Л29 здійснюється в автоматичному режимі, як у русі, так і з місця. Усього передбачено три режими роботи: автоматичний, режим розвідки (перешкоди в цьому режимі не випромінюються), інформаційний (у цьому режимі машина збирає інформацію про частоти, на яких здійснюється приймання сигналів).
Захищена ділянка сягає 50 га.

## Модифікації
- СПР-2М «Ртуть-БМ» — сучасна російська модернізація СПР-2 із застосуванням нового обладнання (перша інформація про комплекс з'явилася у листопаді 2013)[3] на шасі МТ-ЛБ. Збільшено надійність системи, а також розширено функціональні можливості. Додано функцію придушення ліній радіозв'язку на частотах УКХ.[1]

## Оператори
Колишні
- СРСР

Теперішні
- Росія — понад 10 комплексів «Ртуть-БМ» поставлено на озброєння у 2013 році, додатково заплановано постачання ще понад 20 комплексів[4]
- Україна — 1 трофейний захоплений в ході російського вторгнення в Україну.[5]

## Оцінки
За російськими даними, в умовах практичного застосування 1Л29 «Ртуть-Б» може ефективно придушувати дію більшості наявних на озброєнні боєприпасів як при залповій стрільбі, так і при обстрілі. Також станція має високу живучість завдяки розміщенню на високоманевреному броньованому шасі, при цьому машина здатна зберігати свої бойові властивості навіть в умовах радіоелектронної протидії підрозділів противника.

## Бойове застосування

### Російсько-українська війна
У червні 2015 про використання комплексу на Донбасі повідомила РНБО. У липні 2016 року українська розвідка повідомила про роботу комплексу західніше Горлівки. У серпні 2016 комплекс ідентифіковано на території заводу «Топаз» у Донецьку. У вересні 2016 російські військовослужбовці 175-ї бригади управління були зафіксовані з комплексом в Антрацитівському районі на Луганщині. Бойовики окремої роти РЕБ були зафіксовані з комплексом під Луганськом.
У березні 2022 року під час російського вторгнення українськими військовими була захоплена російська СПР-2М «Ртуть-БМ».
Іще один знищений комплекс 1Л29 «Ртуть-БМ» було виявлено після звільнення Гостомельського аеропорту на початку квітня 2022 року.